# Folie
För den belgiske astronomen, se François Folie.

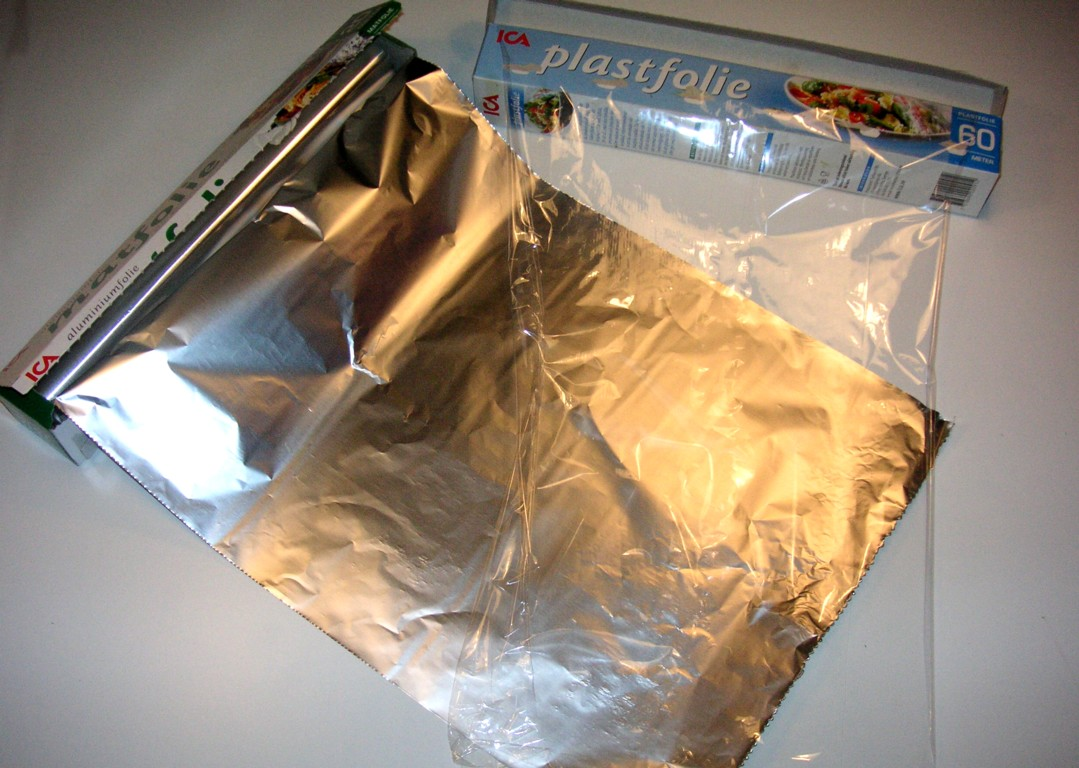
Aluminiumfolie och plastfolie

Rent tekniskt avses med folie en ytterst tunn produkt som kan valsas till olika kvaliteter och i olika material, till exempel aluminiumfolie. Begreppet används i vardagligt tal ofta om den tunna genomskinliga plastfolie eller aluminiumfolie som används för att omsluta, skydda eller förvara livsmedel i hushållet och dagligvaruhandeln.
Med foliering menas beläggning av ett föremål med en folie av något slag.